# 試衣間的暗門
試衣間的暗門（客人忽然消失的成衣商店），是典型的都市傳說之一，提醒人們注意海外旅行及隻身在外的安全。日本偵探漫畫《金田一少年事件簿》中的九龍財寶殺人事件也有此情節。

## 概要
一對年輕的情侶，進入了一家成衣商店。那名年輕女子決定試穿衣服的時候，男友打算在外頭等她，並且告訴她會在附近逛一逛再回來找她，那名男子離開了成衣商店，約莫數十分鐘後，他再次進入這家成衣商店，卻找不到年輕女子的蹤影，詢問店員有關女子的去向，對方竟然回答：「並沒有看見像這樣的客人。」
在不同的故事版本中，也有不是情侶而是朋友或夫妻一起上街購物的情況。類似的故事發生的場景通常都和海外旅行的觀光客有關。成為失蹤人口從此去向不明的人，有各種各樣的變奏曲。
- 被賣到妓院或是奴隸市場（不倒翁女人也是其中之一）。
- 內臟被摘除，流入收購人體器官的黑市。（被偷走的腎臟也是其中之一）
- 被隔壁的屠夫卸成巨大的肉塊陳列在肉鋪裡販售。（參看法國電影黑店狂想曲）
- 和中國內地的不倒翁的情節相互銜接，串成一個完整的故事。（见下方“版本二”）
- 在1990年代後期羅湖商業城開业前后，在香港亦有於電郵流傳的故事，指在羅湖商業城內某一層的女洗手間廁格內，女生會神秘失蹤。

## 故事版本

### 版本一

#### 法國巴黎
一對日本新婚夫婦到法國巴黎度蜜月。
在巴黎，妻子在一間時尚服裝店試衣服，身為丈夫就在試衣間外等候。等候多時卻不見妻子走出來，緊張的丈夫要求店員幫忙到裡頭查看，卻意外發現試衣間空無一人。丈夫以為妻子開玩笑作弄人，要他緊張。於是回到酒店等她回來。幾小時後卻不見妻子的蹤影，才知事態嚴重。
丈夫趕忙報警，並到巴黎所有服裝店和醫院詢問妻子下落。三星期過去了，妻子猶如從人間蒸發，音訊全無，傷心的丈夫只能收拾包袱回到日本。
由於無法從絕望中振作，丈夫無心工作，甚至獨自生活，決定把自己放逐，流浪到各地方。幾年後，他心血來潮到一破舊的屋子參觀一場畸形秀（Freak Show）。他見到一骯髒生鏽的鐵籠裡，有一女人四肢全無，身軀，包括臉部，猶如破布般殘破，充滿疤痕。她趴在地上扭曲著，並發出有如野獸般的呻吟聲。突然間，男人驚恐地發出尖叫聲。他從那毫無人樣的女人臉上見到一張他再熟悉不過，屬於他新婚不久就告失蹤的妻子臉上的紅色胎記。

#### 中國上海
另一版本則發生在中國上海。
幾年前，一女通知公安她的表妹在上海市集購物時無故失蹤，可是遍尋不着。直到五年後，一友人撞見這表妹在泰國曼谷街道上行乞。恐怖的是她不知何故沒了双手双腳，身子被鐵鏈綁在燈柱旁。

### 版本二

#### 香港
這是在某一對夫婦去香港遊玩時發生的故事。
一對夫妻不知不覺走入了全香港治安最壞的地區的一家精品店裏。妻子對店裡的衣服樣式十分喜歡，隨後就進入試衣間試衣。可是，先生在外頭等了又等，卻不見妻子出來。由於實在是等太久了，所以先生開門進去找她，可是試衣間裡早已空空如也。他吃驚地向店員詢問妻子到哪裡去了，可是店員們卻好像是串通好了一樣，都說沒有看見，並堅持根本沒有像他妻子這樣的人來過店裡。因此，他只好請當地港警協助搜索這家精品店，可是卻一無所獲。後來，他又一個人找了一段時間，直到他的簽證到期。最後不得已他就在找不到妻子的情況下回國了。
經過了一年後，他向公司請了一段長假，再一次回到香港去找他的妻子。他帶著妻子的相片走遍香港的大街小巷，但這次仍是一點線索也沒有。終於假期就要結束了，他身心疲憊地開始考慮要回國的時候，有一天無意間經過了一間珍奇屋。
小屋的看板上寫著：「日本達摩」（不倒翁）雖然他對珍奇事物無興趣，但由於連日疲勞他想讓自己改變一下心情，加上看板上寫著「日本」的文字也引起他的興趣。最後他決定進去瞧瞧。但是他不該進去的！因為，珍奇小屋裡面展出一件令他慘不忍睹的東西……
小屋裡的舞台上有一位手腳都被切斷的全裸女性被當成花瓶一樣擺在那裡！這位女性的舌頭已經被拔掉了，不斷發出奇怪的呻吟聲。看到這麼噁心的東西真令他恨不得馬上拔腿就跑，但不知為什麼他心裡感受到一股奇怪的氣氛，於是他又重新仔細看那女人的面孔……果真沒錯，這女人正是他一年前失蹤的妻子！
後來，他向當地的黑道支付龐大的贖金換取妻子的剩下的軀幹。但一切都太遲了，他可憐的妻子早就已經瘋了。現在她還住在國內某家醫院，繼續不斷地發出奇怪的呻吟聲……

## 解說
這個都市傳說源自於法國的奧爾良事件（誘綁白種女子為娼事件）。
1969年，在法國的奧爾良地方傳出「進入成衣商店的女性陸續失蹤」謠言。傳言有女性失蹤的六家成衣商店，都是猶太人所經營的。當然這只不過是傳言罷了，事實上這六家成衣商店並沒有發生過上述事件，是當地市民為表達對猶太人的敵意，最後發展成攻擊猶太人的暴力事件。然後，後來有平面媒體報導：「這樁謠言可視為反犹太主义者的陰謀」，事態才漸趨緩和。但是，也有人批評這則報導，很可能是為了制止事態繼續擴大所採取的抵制行動。不過，從古至今，世界各地幾乎都有人憑空消失的傳言。只是，這個謠言的舞台設定在成衣商店，被認為是受到奧爾良事件的影響。

## 外部連結
- 【進更衣間試衣要小心】上、中[永久]、下[永久]，東森新聞網絡追追2006年7月7日
- 東森新聞網絡追追調查報告 （页面存档备份，存于），2007年7月9日